# Mimela

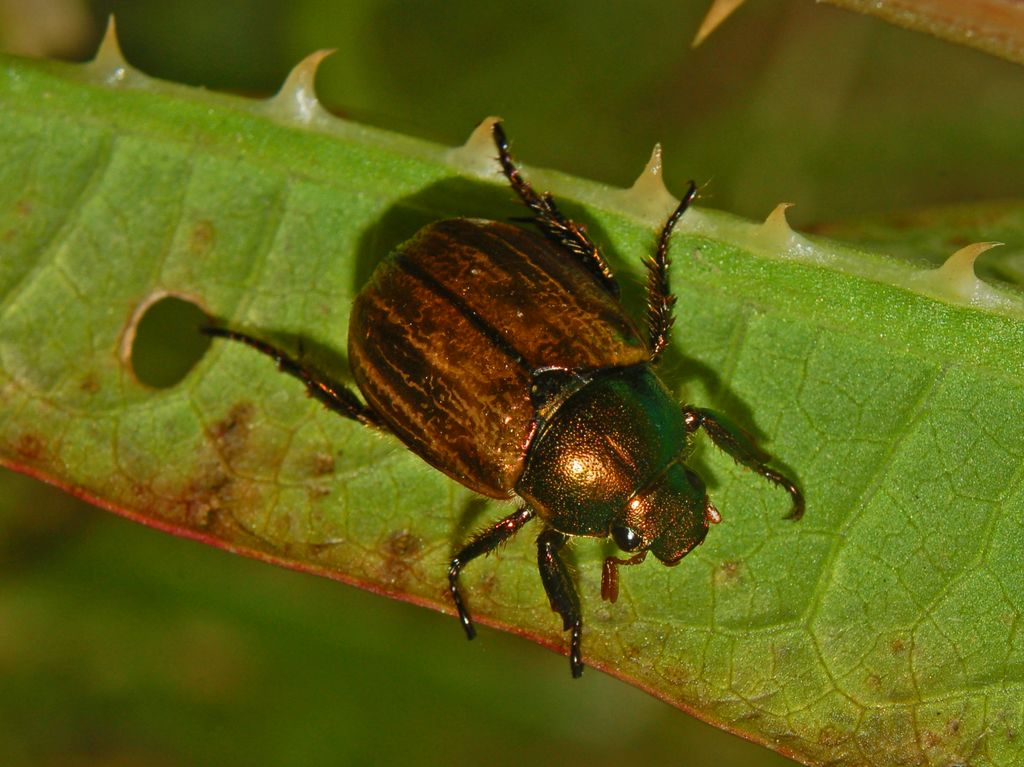
Mimela junii

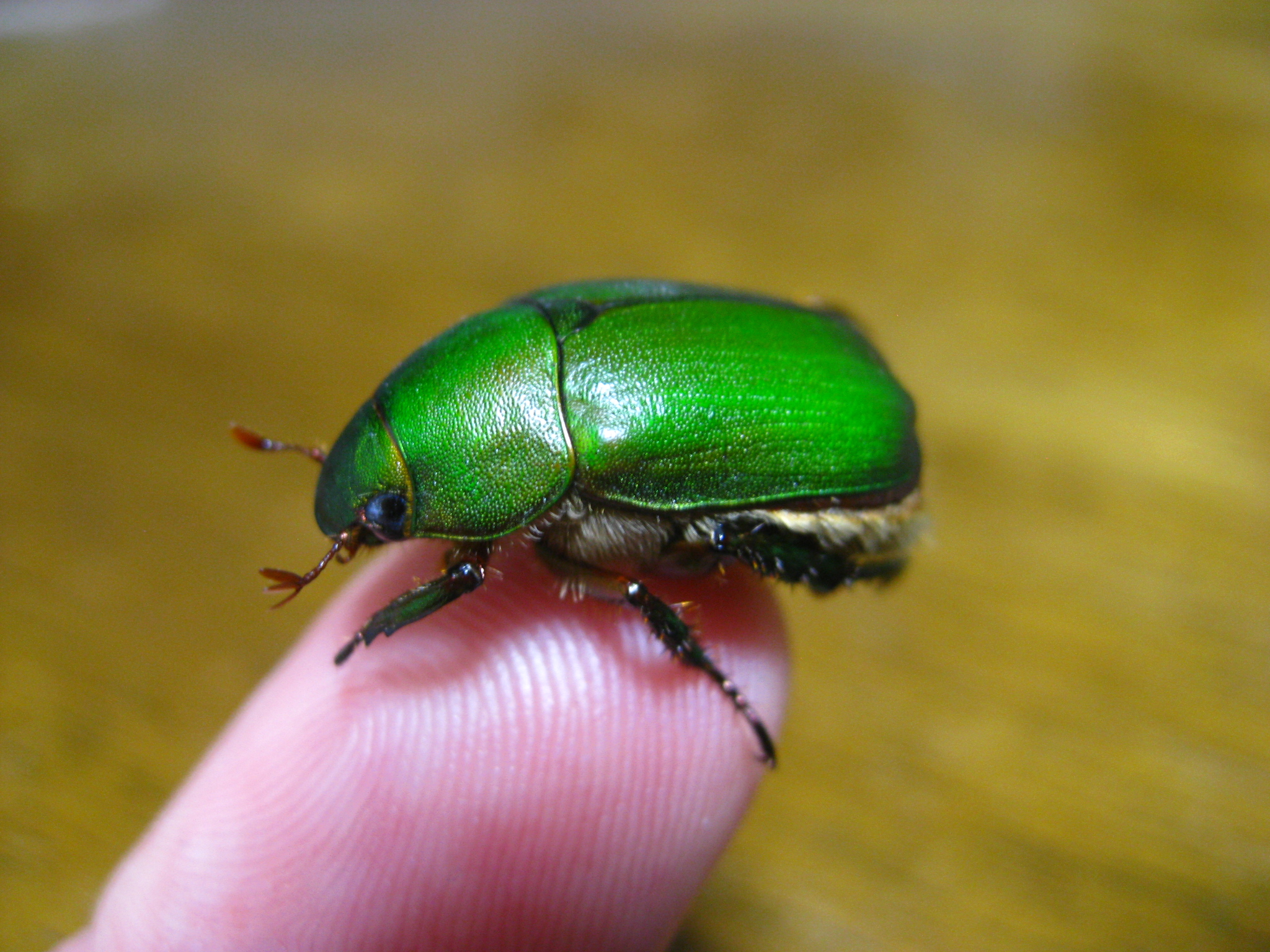
Mimela splendens

Mimela – rodzaj chrząszcza z rodziny poświętnikowatych, podrodziny rutelowatych i plemienia Anomalini.

## Taksonomia
Rodzaj ten został wprowadzony przez Williama Kirby'ego w 1825 roku. Jego gatunkiem typowym ustanowiono Mimela chinensis.

## Opis
Kształt ciała różny, ogólnie raczej szerokojajowaty, czasem kulisty. Głowa zwykle raczej szeroka z krótkim nadustkiem, czułkami złożonymi z dziewięciu członów, raczej krótką i szeroką bródką, która z przodu podzielona jest na dwa nieco zaokrąglone płaty. Na szczękach pięć silnych, równoległych zębów ułożonych w trzy pierścienie. Silnie zaokrąglone żuwaczki dzielą się z przodu na dwa tępe płatki. Odnóża umiarkowanie krótkie; przednie o goleniach opatrzonych jednym lub dwoma zębami; środkowe i przednie o większym pazurku z przedziałkiem. Główną cechą charakterystyczną rodzaju jest wyrostek przedpiersia. Za przednimi biodrami wyrostek ten wyniesiony jest do ich poziomu i kanciasto wyciągnięty ku przodowi, osiągając ich linię styku tak, że wygląda na wstawiony między nimi. Śródpiersie wyciągnięte w wyrostek lub nie. Rodzaj podobny do rodzaju Anomala (listnik).

## Rozprzestrzenienie
Chrząszcze głównie orientalne, zamieszkujące Azję od Indii, Nepalu i Tybet na północnym zachodzie po Jawę, Borneo i Sumatrę na południowym wschodzie, ale znanych jest kilka gatunków palearktycznych czy afrotropikalnych.

## Systematyka
Do rodzaju tego należy co najmniej 191 opisanych gatunków
- Mimela abdominalis Ohaus, 1902
- Mimela aenigma (Arrow, 1917)
- Mimela amabilis Arrow, 1908
- Mimela amauropyga Ohaus, 1943
- Mimela anopunctata (Burmeister, 1855)
- Mimela antiqua Ohaus, 1938
- Mimela argopuroensis Wada, 2001
- Mimela arrowi Zorn, 2004
- Mimela atkinsoni Arrow, 1908
- Mimela aurata (Fabricius, 1801)
- Mimela aurelia Arrow, 1917
- Mimela bicolor Hope, 1835
- Mimela bidentata Lin, 1966
- Mimela bifoveolata Lin, 1966
- Mimela bimaculata Lin, 1966
- Mimela blumei Hope, 1835
- Mimela bouchardi Sabatinelli, 1994
- Mimela brancuccii Sabatinelli, 1994
- Mimela cariniventris Lin, 1990
- Mimela catolasia Ohaus, 1943
- Mimela celebica Ohaus, 1913
- Mimela chalcophora(Ohaus, 1902)
- Mimela chinensis Kirby, 1825
- Mimela chrysoprasa Hope, 1835
- Mimela circumcincta (Hope, 1842)
- Mimela condophora (Ohaus, 1913)
- Mimela confucius Hope, 1836
- Mimela costata (Hope, 1839)
- Mimela coxalis Ohaus, 1902
- Mimela crocea Ohaus, 1902
- Mimela cupricollis Ohaus, 1908
- Mimela cyanipes (Newman, 1839)
- Mimela debilis Sharp, 1881
- Mimela decolorata Ohaus, 1915
- Mimela dehaani (Hope, 1839)
- Mimela dentifera Lin, 1990
- Mimela deretzi Paulian, 1959
- Mimela despumata Ohaus, 1915
- Mimela dimorpha Ohaus, 1924
- Mimela discalis (Ohaus, 1915)
- Mimela discoidea (Ohaus, 1915)
- Mimela drescheri Ohaus, 1913
- Mimela epipleurica Ohaus, 1930
- Mimela euchloroides Ohaus, 1908
- Mimela excisipes Reitter, 1903
- Mimela exicisifemorata Lin, 1990
- Mimela felschei Ohaus, 1911
- Mimela ferreroi Sabatinelli, 1994
- Mimela flavilabris (Waterhouse, 1875)
- Mimela flavipes Lin, 1988
- Mimela flavocincta Lin, 1966
- Mimela flavomarginata (Ohaus, 1915)
- Mimela flavoviridis (Ohaus, 1907)
- Mimela foveola Benderitter, 1929
- Mimela fruhstorferi Ohaus, 1902
- Mimela fukiensis Machatschke, 1955
- Mimela fulgidivittata Blanchard, 1851
- Mimela furvipes Lin, 1990
- Mimela fusania Bates, 1888
- Mimela fusciventris Lin, 1990
- Mimela gabonensis Ohaus, 1908
- Mimela gentingensis Wada, 2001
- Mimela glabra Hope, 1841
- Mimela globosa Ohaus, 1905
- Mimela grootaerti Limbourg, 2014
- Mimela grubaueri Ohaus, 1901
- Mimela hauseri Ohaus, 1943
- Mimela heterochropus Blanchard, 1851
- Mimela hirtipyga Lin, 1966
- Mimela holochalcea (Ohaus, 1917)
- Mimela holosericea (Fabricius, 1787)
- Mimela horsfieldi Hope, 1835
- Mimela ignicauda Bates, 1866
- Mimela ignicollis (Blanchard, 1851)
- Mimela ignistriata Lin, 1990
- Mimela immarginata (Ohaus, 1902)
- Mimela inoei Nomura, 1967
- Mimela inscripta (Nonfried, 1892)
- Mimela insularis Ohaus, 1908
- Mimela iris Lin, 1990
- Mimela javana Ohaus, 1905
- Mimela junii (Duftschmidt, 1805)
- Mimela kalesarensis Ghai, Chandra et Ramamurthy, 1989
- Mimela kimioi Wada, 2011
- Mimela klapperichi Machatschke, 1955
- Mimela klossi Ohaus, 1932
- Mimela laevigata Arrow, 1908
- Mimela laotina Ohaus, 1930
- Mimela leei (Swederus, 1787)
- Mimela leporalis (Arrow, 1917)
- Mimela linpingi Sabatinelli, 1994
- Mimela lissoptera Ohaus, 1932
- Mimela longicornis Burmeister, 1844
- Mimela lutea Ohaus, 1930
- Mimela luteoviridis Ohaus, 1930
- Mimela macassara Heller, 1896
- Mimela macleayana (Vigors, 1825)
- Mimela maculicollis Ohaus, 1908
- Mimela malaisei Ohaus, 1938
- Mimela malicolor Lin, 1990
- Mimela margarita Arrow, 1910
- Mimela marginalis Arrow, 1908
- Mimela mercarae Ohaus, 1943
- Mimela minettii Limbourg, 2014
- Mimela mirai Wada, 2001
- Mimela mundissima Walker, 1859
- Mimela murphyi Limbourg, 2014
- Mimela nana Lansberge, 1879
- Mimela ngoclinhensis Huong et Wada, 2006
- Mimela nigritarsis Lin, 1990
- Mimela nigrosellata Ohaus, 1913
- Mimela nishimurai Miyake, 1994
- Mimela noramlyi Wada, 2001
- Mimela nozomi Wada, 2001
- Mimela nubeculata Lin, 1990
- Mimela oblonga Arrow, 1908
- Mimela ohausi Arrow, 1908
- Mimela onshi Wada, 2011
- Mimela opalina Ohaus, 1902
- Mimela pachygastra Burmeister, 1855
- Mimela palauana Ohaus, 1910
- Mimela pallidicauda Arrow, 1910
- Mimela parva Lin, 1966
- Mimela passerinii Hope, 1842
- Mimela peckinensis (Heyden, 1886)
- Mimela pectoralis Blanchard, 1851
- Mimela piceoviridana Miyake, 1994
- Mimela pirosca Ohaus, 1924
- Mimela plicatulla Lin, 1990
- Mimela politicollis Ohaus, 1914
- Mimela pomicolor Ohaus, 1936
- Mimela prilca Ohaus, 1936
- Mimela princeps Hope, 1841
- Mimela puella (Arrow, 1912)
- Mimela punctulata Lin, 1993
- Mimela pusilla Arrow, 1917
- Mimela pygialis (Fairmaire, 1891)
- Mimela pygmaea Ohaus, 1908
- Mimela pyriformis Arrow, 1908
- Mimela rectangular Lin, 1990
- Mimela repsimoides Ohaus, 1915
- Mimela rubrivirgata Lin, 1990
- Mimela rufoprasina (Ohaus, 1902)
- Mimela rugatipennis (Graëlls, 1849)
- Mimela rugicauda Arrow, 1917
- Mimela rugicollis Lin, 1966
- Mimela rugulosipennis (Ohaus, 1907)
- Mimela runsorica Kolbe, 1910
- Mimela ruyuanensis Lin, 1990
- Mimela sakishimana Nomura, 1973
- Mimela sauteri Ohaus, 1938
- Mimela schoutedeni (Benderitter, 1922)
- Mimela schultzi Sabatinelli, 1994
- Mimela seminigra Ohaus, 1908
- Mimela sericea Ohaus, 1905
- Mimela sericicollis Ohaus, 1943
- Mimela sericopyga Ohaus, 1914
- Mimela signaticollis Ohaus, 1902
- Mimela siliguria (Arrow, 1917)
- Mimela soror Arrow, 1908
- Mimela sparsepilosa Ohaus, 1915
- Mimela specularis Ohaus, 1902
- Mimela splendens (Gyllenhal, 1817)
- Mimela subsericea Arrow, 1908
- Mimela sulcatula Ohaus, 1915
- Mimela suspecta Miyake, 1994
- Mimela taiwana Sawada, 1943
- Mimela takemurai Sawada, 1942
- Mimela terminalis Arrow, 1917
- Mimela testacea Lin, 1990
- Mimela testaceoviridis Blanchard, 1851
- Mimela trichiopyga Ohaus, 1914
- Mimela tristicula Ohaus, 1915
- Mimela uenoi Wada, 2001
- Mimela unicolor Frey, 1975
- Mimela ussuriensis (Medvedev, 1949)
- Mimela werneri Sabatinelli, 1997
- Mimela vernicata (Fairmaire, 1896)
- Mimela vethi Ohaus, 1913
- Mimela vicaria Ohaus, 1913
- Mimela viridilatera (Arrow, 1917)
- Mimela viridipes Arrow, 1917
- Mimela viriditestacea Ohaus, 1932
- Mimela vitalisi Ohaus, 1914
- Mimela vittaticollis Burmeister, 1855
- Mimela xanthorrhina Hope, 1837
- Mimela xanthorrhoea Ohaus, 1902
- Mimela xutholoma Lin, 1993
- Mimela yonaguniensis Nomura, 1965
- Mimela yunnana Ohaus, 1943
- Mimela zorni Wada, 2001